# Coupe de la Ligue japonaise de football 2011
Navigation
Coupe de la Ligue 2010 Coupe de la Ligue 2012
La coupe de la Ligue japonaise 2011 est la 19e édition de la Coupe de la Ligue japonaise, organisée par la J.League, elle oppose les 18 équipes de J.League du 5 juin 2011 au 29 octobre 2011.
Le vainqueur se qualifie pour la Coupe Levain.

## Format
Les 18 équipes évoluant en J.League 2011 participent au tournoi et les 4 participants de la Ligue des champions de l'AFC 2012 participent à partir des 1/4 de finale et deux équipes des 14 équipes non continentale participent à partir du 2e tour.

## Tour de qualifications

### 1ertour de qualifications
14 équipes non continentale participent à partir du 1er tour.
| Équipe              | Aller | Total | Retour | Équipe            |
| ------------------- | ----- | ----- | ------ | ----------------- |
| Sanfrecce Hiroshima | 2 - 2 | 3 - 5 | 1 - 3  | Kawasaki Frontale |
| Kashiwa Reysol      | 0 - 1 | 1 - 3 | 1 - 2  | Vegalta Sendai    |
| Urawa Red Diamonds  | 2 - 0 | 4 - 1 | 2 - 1  | Montedio Yamagata |
| Yokohama F. Marinos | 1 - 1 | 3 - 2 | 2 - 1  | Vissel Kobe       |
| Ventforet Kōfu      | 1 - 0 | 1 - 2 | 0 - 2  | Shimizu S-Pulse   |
| Júbilo Iwata        | 2 - 0 | 5 - 0 | 3 - 0  | Avispa Fukuoka    |

### 2etour de qualifications
Les 6 équipes qualifiées du 1er tour, l'Albirex Niigata et l'Omiya Ardija participent au 2e tour.
| Équipe              | Aller | Total | Retour | Équipe            |
| ------------------- | ----- | ----- | ------ | ----------------- |
| Shimizu S-Pulse     | 2 - 1 | 3 - 4 | 1 - 3  | Albirex Niigata   |
| Vegalta Sendai      | 0 - 0 | 0 - 3 | 0 - 3  | Júbilo Iwata      |
| Urawa Red Diamonds  | 2 - 0 | 4 - 1 | 2 - 1  | Omiya Ardija      |
| Yokohama F. Marinos | 4 - 0 | 6 - 3 | 2 - 3  | Kawasaki Frontale |

## Phase finale
|  | Quarts de finale                        | Quarts de finale    | Quarts de finale                     | Quarts de finale   |                    |                    | Demi-finales                | Demi-finales                | Demi-finales                | Demi-finales                |  |  | Finale                          | Finale                          | Finale                          | Finale                          |
|  |                                         |                     |                                      |                    |                    |                    |                             |                             |                             |                             |  |  |                                 |                                 |                                 |                                 |
|  | Stade Nagai, Osaka                      | Stade Nagai, Osaka  | Stade Nagai, Osaka                   | Stade Nagai, Osaka |                    |                    | Stade Saitama 2002, Saitama | Stade Saitama 2002, Saitama | Stade Saitama 2002, Saitama | Stade Saitama 2002, Saitama |  |  | Stade olympique national, Tokyo | Stade olympique national, Tokyo | Stade olympique national, Tokyo | Stade olympique national, Tokyo |
|  | Stade Nagai, Osaka                      | Stade Nagai, Osaka  | Stade Nagai, Osaka                   | Stade Nagai, Osaka |                    |                    | Stade Saitama 2002, Saitama | Stade Saitama 2002, Saitama | Stade Saitama 2002, Saitama | Stade Saitama 2002, Saitama |  |  | Stade olympique national, Tokyo | Stade olympique national, Tokyo | Stade olympique national, Tokyo | Stade olympique national, Tokyo |
|  | Cerezo Osaka                            | Cerezo Osaka        | 1                                    | 1                  |                    |                    | Stade Saitama 2002, Saitama | Stade Saitama 2002, Saitama | Stade Saitama 2002, Saitama | Stade Saitama 2002, Saitama |  |  | Stade olympique national, Tokyo | Stade olympique national, Tokyo | Stade olympique national, Tokyo | Stade olympique national, Tokyo |
|  | Cerezo Osaka                            | Cerezo Osaka        | 1                                    | 1                  |                    |                    | Stade Saitama 2002, Saitama | Stade Saitama 2002, Saitama | Stade Saitama 2002, Saitama | Stade Saitama 2002, Saitama |  |  | Stade olympique national, Tokyo | Stade olympique national, Tokyo | Stade olympique national, Tokyo | Stade olympique national, Tokyo |
|  | Urawa Red Diamonds                      | Urawa Red Diamonds  | 2                                    | 2                  |                    |                    | Stade Saitama 2002, Saitama | Stade Saitama 2002, Saitama | Stade Saitama 2002, Saitama | Stade Saitama 2002, Saitama |  |  | Stade olympique national, Tokyo | Stade olympique national, Tokyo | Stade olympique national, Tokyo | Stade olympique national, Tokyo |
|  | Urawa Red Diamonds                      | Urawa Red Diamonds  | 2                                    | 2                  | Urawa Red Diamonds | Urawa Red Diamonds | 2                           | 2                           |                             |                             |  |  | Stade olympique national, Tokyo | Stade olympique national, Tokyo | Stade olympique national, Tokyo | Stade olympique national, Tokyo |
|  | Stade commémoratif de l'Expo '70, Suita |                     |                                      |                    | Urawa Red Diamonds | Urawa Red Diamonds | 2                           | 2                           |                             |                             |  |  | Stade olympique national, Tokyo | Stade olympique national, Tokyo | Stade olympique national, Tokyo | Stade olympique national, Tokyo |
|  |                                         |                     | Gamba Osaka                          | Gamba Osaka        | 1                  | 1                  |                             |                             |                             |                             |  |  | Stade olympique national, Tokyo | Stade olympique national, Tokyo | Stade olympique national, Tokyo | Stade olympique national, Tokyo |
|  | Gamba Osaka                             | Gamba Osaka         | Gamba Osaka                          | Gamba Osaka        | 1                  | 1                  | 3                           | 3                           |                             |                             |  |  | Stade olympique national, Tokyo | Stade olympique national, Tokyo | Stade olympique national, Tokyo | Stade olympique national, Tokyo |
|  | Gamba Osaka                             | Gamba Osaka         | Stade d'athlétisme de Mizuho, Nagoya |                    |                    |                    | 3                           | 3                           |                             |                             |  |  | Stade olympique national, Tokyo | Stade olympique national, Tokyo | Stade olympique national, Tokyo | Stade olympique national, Tokyo |
|  | Júbilo Iwata                            | Júbilo Iwata        | 1                                    | 1                  |                    |                    |                             |                             |                             |                             |  |  | Stade olympique national, Tokyo | Stade olympique national, Tokyo | Stade olympique national, Tokyo | Stade olympique national, Tokyo |
|  | Júbilo Iwata                            | Júbilo Iwata        | 1                                    | 1                  | Urawa Red Diamonds | Urawa Red Diamonds | 0                           | 0                           |                             |                             |  |  |                                 |                                 |                                 |                                 |
|  | Stade d'athlétisme de Mizuho, Nagoya    |                     |                                      |                    | Urawa Red Diamonds | Urawa Red Diamonds | 0                           | 0                           |                             |                             |  |  |                                 |                                 |                                 |                                 |
|  |                                         |                     | Kashima Antlers                      | Kashima Antlers    | 1 ap               | 1 ap               |                             |                             |                             |                             |  |  |                                 |                                 |                                 |                                 |
|  | Nagoya Grampus                          | Nagoya Grampus      | Kashima Antlers                      | Kashima Antlers    | 1 ap               | 1 ap               | 5 ap                        | 5 ap                        |                             |                             |  |  |                                 |                                 |                                 |                                 |
|  | Nagoya Grampus                          | Nagoya Grampus      |                                      |                    |                    |                    |                             |                             |                             |                             |  |  |                                 |                                 |                                 |                                 |
|  | Albirex Niigata                         | Albirex Niigata     | 3                                    | 3                  |                    |                    |                             |                             |                             |                             |  |  |                                 |                                 |                                 |                                 |
|  | Albirex Niigata                         | Albirex Niigata     | 3                                    | 3                  | Nagoya Grampus     | Nagoya Grampus     | 1                           | 1                           |                             |                             |  |  |                                 |                                 |                                 |                                 |
|  | Stade de Kashima, Kashima               |                     |                                      |                    | Nagoya Grampus     | Nagoya Grampus     | 1                           | 1                           |                             |                             |  |  |                                 |                                 |                                 |                                 |
|  |                                         |                     | Kashima Antlers                      | Kashima Antlers    | 2 ap               | 2 ap               |                             |                             |                             |                             |  |  |                                 |                                 |                                 |                                 |
|  | Kashima Antlers                         | Kashima Antlers     | Kashima Antlers                      | Kashima Antlers    | 2 ap               | 2 ap               | 3 ap                        | 3 ap                        |                             |                             |  |  |                                 |                                 |                                 |                                 |
|  | Kashima Antlers                         | Kashima Antlers     |                                      |                    |                    |                    |                             | 3 ap                        |                             |                             |  |  |                                 |                                 |                                 |                                 |
|  | Yokohama F. Marinos                     | Yokohama F. Marinos | 2                                    | 2                  |                    |                    |                             |                             |                             |                             |  |  |                                 |                                 |                                 |                                 |
|  | Yokohama F. Marinos                     | Yokohama F. Marinos | 2                                    | 2                  |                    |                    |                             |                             |                             |                             |  |  |                                 |                                 |                                 |                                 |
|  |                                         |                     |                                      |                    |                    |                    |                             |                             |                             |                             |  |  |                                 |                                 |                                 |                                 |

tab = Tirs au but; ap = Après prolongation

### Quarts de finale
| Club            | Score    | Club                |
| --------------- | -------- | ------------------- |
| Nagoya Grampus  | 5 - 3 ap | Albirex Niigata     |
| Cerezo Osaka    | 1 - 2    | Urawa Red Diamonds  |
| Kashima Antlers | 3 - 2 ap | Yokohama F. Marinos |
| Gamba Osaka     | 3 - 1    | Júbilo Iwata        |

### Demi-finales
| Club               | Score    | Club            |
| ------------------ | -------- | --------------- |
| Nagoya Grampus     | 1 - 2 ap | Kashima Antlers |
| Urawa Red Diamonds | 2 - 1    | Gamba Osaka     |

### Finale
| Samedi 29 octobre 2011               | Urawa Red Diamonds                            | 0 - 1                 | Kashima Antlers                            | Stade olympique national, Tokyo              |                                              |
| 14h05 (UTC+9) (6h05 heure française) |                                               | (0 - 0, 0 - 0, 0 - 1) | 105e Osako                                 | Spectateurs : 46 599 Arbitrage : Minoru Tojo | Spectateurs : 46 599 Arbitrage : Minoru Tojo |
| 14h05 (UTC+9) (6h05 heure française) | Umesaki 12e · Yamada 47e, 50e · Takahashi 99e | Rapport               | 31e Alex · 43e, 80e Aoki · 120+1e Sogahata | Spectateurs : 46 599 Arbitrage : Minoru Tojo | Spectateurs : 46 599 Arbitrage : Minoru Tojo |

## Statistiques

### Meilleurs buteurs
|                    | Buteur           | Club                | Buts | MJ |
| ------------------ | ---------------- | ------------------- | ---- | -- |
| Médaille d'or      | Ranko Despotović | Urawa Red Diamonds  | 4    | 5  |
| Médaille d'argent  | Yuya Osako       | Kashima Antlers     | 3    | 3  |
| Médaille de bronze | Masashi Oguro    | Yokohama F. Marinos | 3    | 5  |
| 4                  | Bruno Lopes      | Albirex Niigata     | 2    | 3  |
| 5                  | Kensuke Nagai    | Nagoya Grampus      | 2    | 2  |